# Флаг городского округа Ликино-Дулёво
Флаг городского округа Ликино-Дулёво Московской области Российской Федерации — опознавательно-правовой знак, служащий официальным символом муниципального образования.
Первоначально флаг был утверждён 25 марта 1999 года как флаг муниципального образования «Орехов-Зуевский район» и внесён в Государственный геральдический регистр Российской Федерации с присвоением регистрационного номера 441.
Законом Московской области от 6 июля 2017 года № 109/2017−ОЗ, 1 января 2018 года сельские поселения Верейское, Демиховское и Малодубенское Орехово-Зуевского муниципального района были объединены с городским округом Орехово-Зуево.
Законом Московской области от 6 декабря 2017 года № 211/2017−ОЗ, 10 января 2018 года все оставшиеся муниципальные образования Орехово-Зуевского муниципального района были преобразованы в городской округ Ликино-Дулёво.
Решением Совета депутатов городского округа Ликино-Дулево от 14 мая 2018 года № 14/1 флаг упразднённого Орехово-Зуевского муниципального района был переутверждён флагом городского округа Ликино-Дулёво.

## Описание
«Зелёное полотнище с отношением ширины к длине 2:3, с красным опрокинутым вогнутым остриём, примыкающим к верхнему краю полотнища занимающей 3/5 длины и 3/4 ширины полотнища с белым соколом, обращённым влево и обернувшимся, несущее изображение фигур герба района: слева белой двухъярусной колокольней с белым колоколом в нижнем ярусе — звоннице, увенчанной жёлтым Голгофским крестом, справа белой девой в кокошнике того же цвета, держащей в деснице опущенное жёлтое веретено, а шуйцей поддерживающей нить, отходящую от веретена. Обратная сторона полотнища представляет собой зеркальное отображение».
«Прямоугольное двухстороннее полотнище зелёного цвета с отношением ширины к длине 2:3, с красным опрокинутым вогнутым остриём, с основанием в 3/5 длины и высотой в 3/4 ширины полотнища, примыкающим основанием к верхнему краю полотнища. На полотнище белым и жёлтым цветом воспроизведены фигуры герба городского округа Ликино-Дулёво».

## Обоснование символики
За основу флага городского округа Ликино-Дулёво взяты основные фигуры гербов городов Ликино-Дулёво, Куровское и Дрезна, входящих в городской округ Ликино-Дулёво.
Основной цвет поля зелёный символизирует природные особенности края и его сельское хозяйство.
Зелёный цвет — символ плодородия, здоровья и жизни.
Красный цвет — символ огня, активности, мужества, праздника, красоты.
Вогнутое остриё аллегорически символизирует плавно расходящиеся из городского округа Ликино-Дулёво дороги, по которым начинают свой путь различные транспортные средства, выпускаемые в городском округе Ликино-Дулёво (автобусы, автоприцепы и т. п.).
Сокол символизирует Дулёвский фарфоровый завод, силуэт которого, именно в таком ракурсе, является товарным знаком завода.
Колокольня символизирует то, что Ликино-Дулёвская земля исстари была центром духовности и просвещения Гуслицкой стороны.
Девушка с веретеном (символом текстильной промышленности) аллегорически отражает городской округ Ликино-Дулёво как край ткачей. Развитие городского округа Ликино-Дулёво связано с прядильно-ткацким производством.
Жёлтый цвет (золото) — символ богатства, солнечного света, великодушия.
Белый цвет (серебро) — символ простоты, мудрости, сотрудничества.

## См. также

Флаги муниципальных образований Орехово-Зуевского района
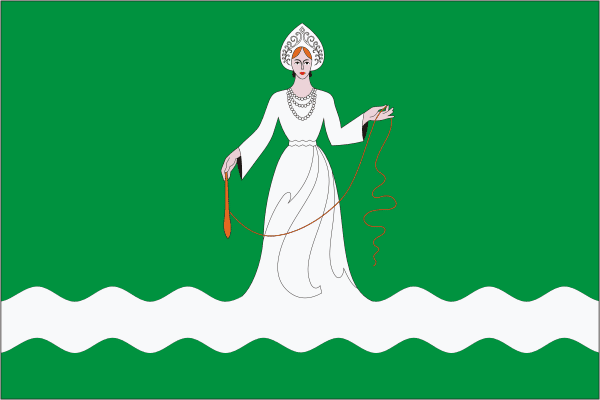
Флаг городского поселения Дрезна
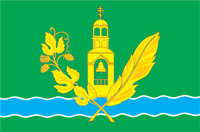
Флаг городского поселения Куровское
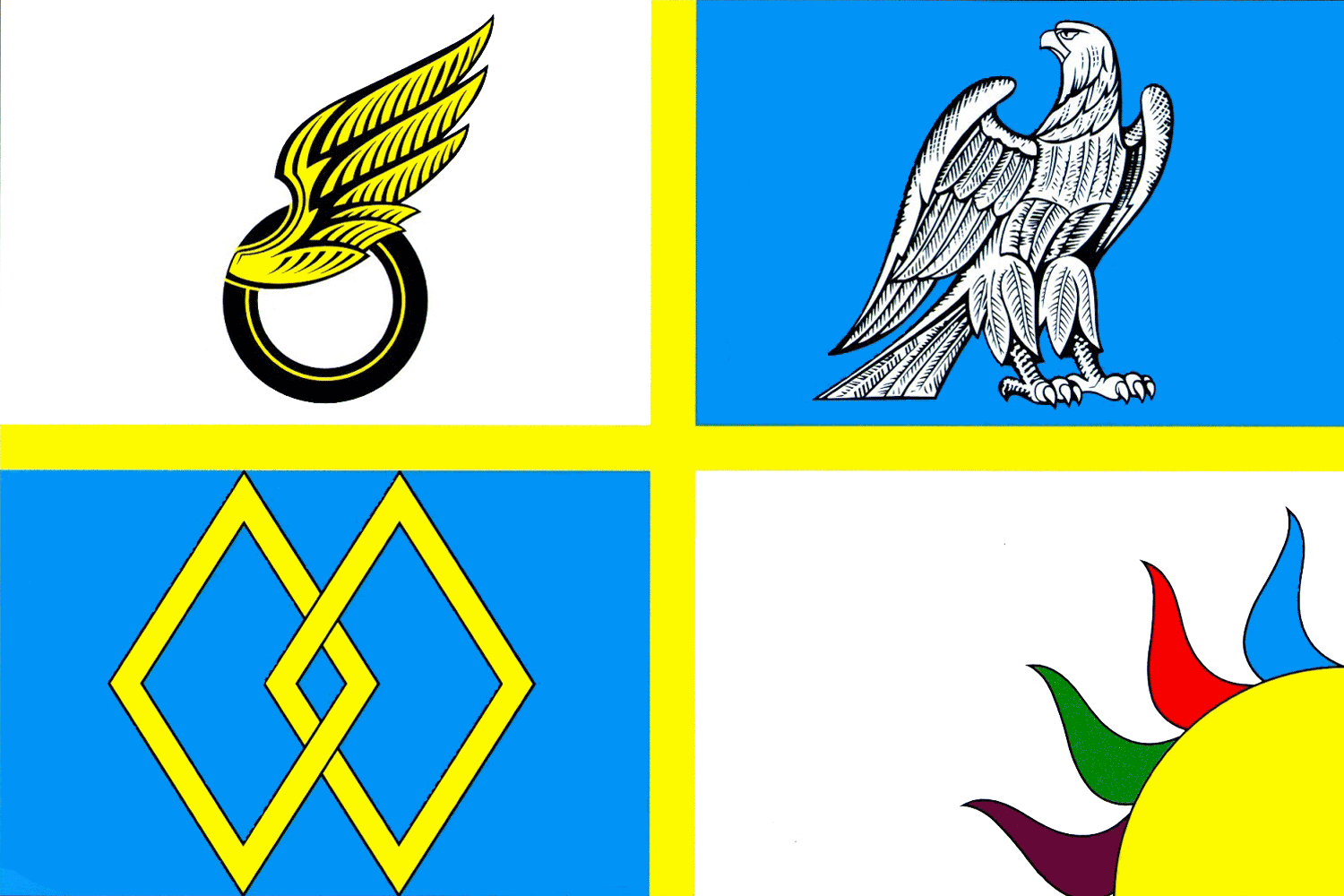
Флаг городского поселения Ликино-Дулёво
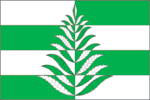
Флаг сельского поселения Белавинское
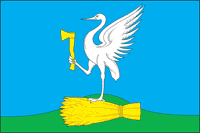
Флаг сельского поселения Верейское
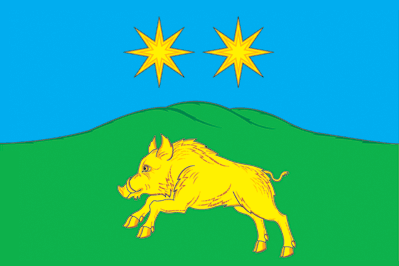
Флаг сельского поселения Горское
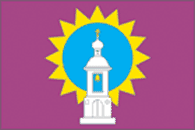
Флаг сельского поселения Давыдовское
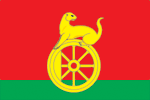
Флаг сельского поселения Демиховское
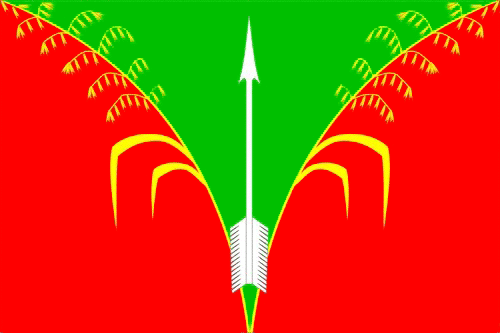
Флаг сельского поселения Дороховское
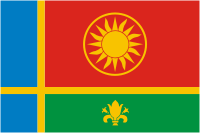
Флаг сельского поселения Ильинское
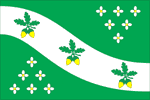
Флаг сельского поселения Малодубенское
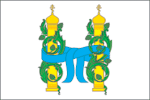
Флаг сельского поселения Новинское
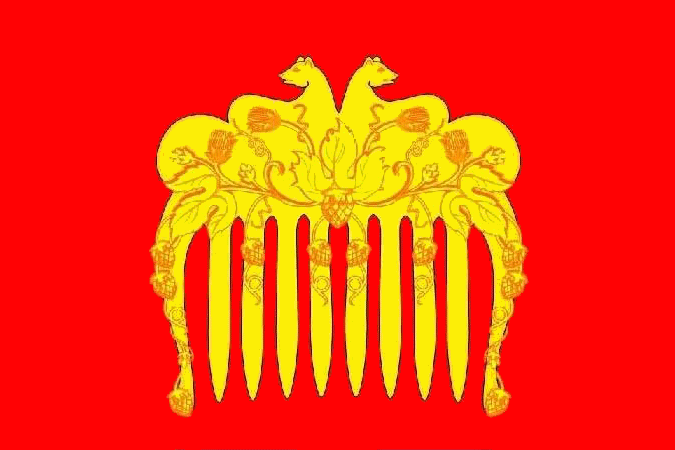
Флаг сельского поселения Соболевское